# Camilla del Lante
Camilla del Lante (fl. XV secolo) è stata una giovane donna del XV secolo appartenente alla storia della città di Pisa in quanto, secondo la leggenda, si adoperò per la libertà della città toscana dal giogo fiorentino.

## Biografia
Nota per la sua bellezza, visse ai tempi della discesa di Carlo VIII in Italia per la conquista del Regno di Napoli. La città di Pisa recò molti onori al re francese di passaggio, nella speranza di ottenere la libertà dal dominio fiorentino. Carlo, alleatosi con diversi stati italiani, tra cui la stessa Firenze, lasciò credere ai pisani di essere favorevole alla loro richiesta, probabilmente per ottenere un tranquillo viaggio di ritorno una volta acquisito il controllo di Napoli. Prima di partire per il meridione, occupò perciò la fortezza pisana lasciandovi a capo il capitano Ernesto D'Entragues.

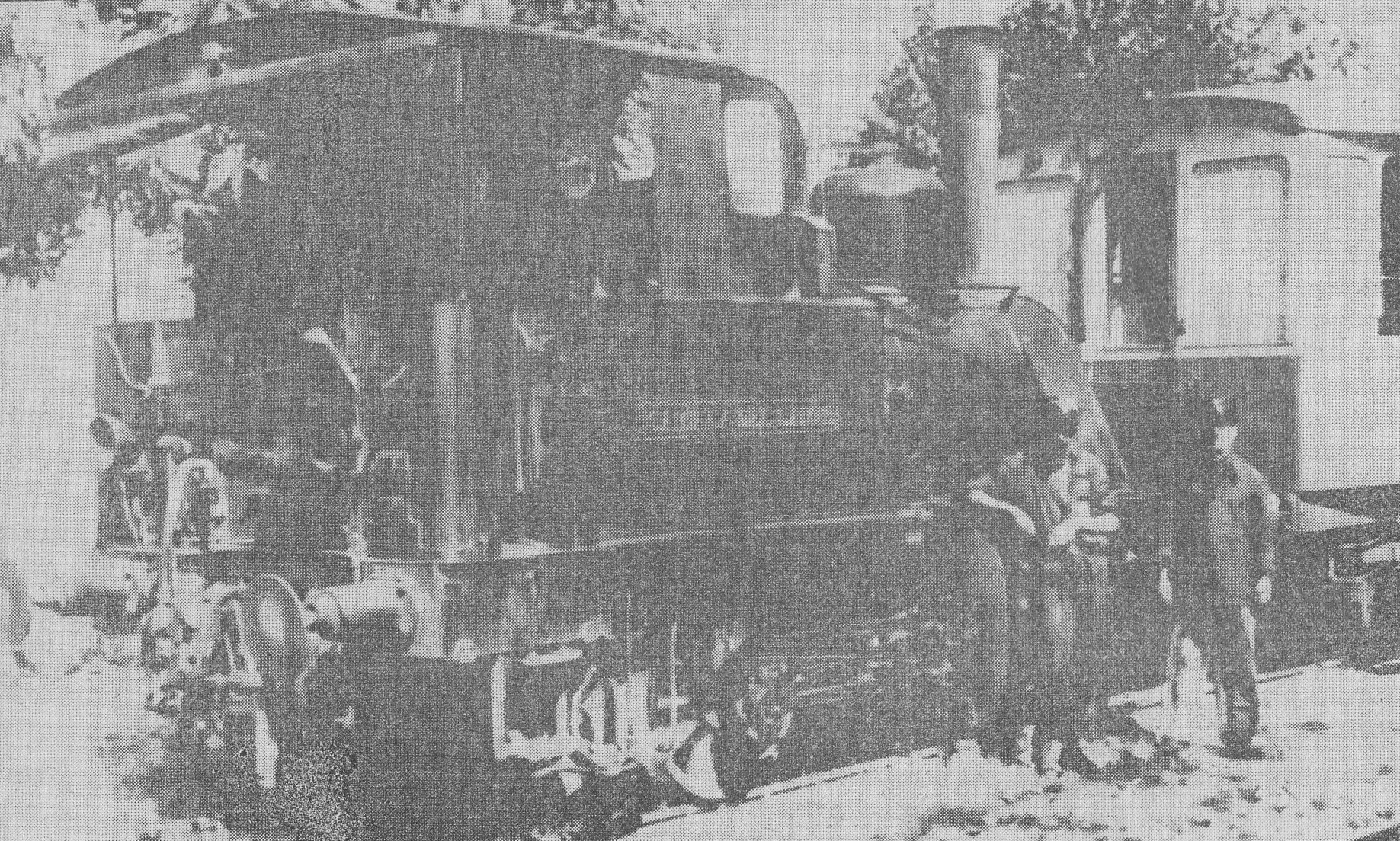
La locomotiva "Camilla Del Lante" in attività lungo la Ferrovia Leopolda fino agli inizi del XX secolo

Dopo aver conquistato il Regno di Napoli, però, Carlo VIII si ritirò nel nord Italia ordinando al capitano D'Entragues di restituire il controllo di Pisa ai fiorentini. Questi però si rifiutò sia per le preghiere dei cittadini pisani, sia perché, si diceva, si era follemente innamorato di Camilla del Lante. Grazie al capitano francese, e successivamente all'aiuto di Venezia e di altre potenze, ma soprattutto per l'eroismo dei suoi abitanti e condottieri, Pisa poté restare libera per parecchi anni, prima di essere riconquistata dalle forze fiorentine nel 1509.
La figura leggendaria di Camilla è rimasta impressa nella storia cittadina, tanto da dare il nome ad una delle carrozze del tram della linea che un tempo collegava Pisa e l'entroterra al mare.